# SNCB 18 sorozat (Siemens)
Az SNCB 18 sorozat egy belga Bo'Bo' tengelyelrendezésű, többáramnemű (3000 V DC 1500 V DC 25 kV 50 Hz AC) villamosmozdony-sorozat. A mozdony a Siemens EuroSprinter mozdonycsalád tagja. 2009 és 2012 között összesen 120 db állt forgalomba. Az SNCB rendelte a mozdonyokat két részletben. Az első 60 mozdony ára 211 millió euró (darabja 3,52 millió euró) volt. 2008 decemberében az SNCB megrendelte a további 60 mozdonyt is. A második 60 mozdony ára 222 millió euró (darabja 3,7 millió euró) volt. Az első mozdony a 2008-as InnoTrans kiállításon jelent meg.
Az 1801-es számú mozdony 2008 december 6-án próbázott a Velimi Vasúti Kísérleti Központban.
2009. március 3-án állt hivatalosan forgalomba az első példány az SNCB-nél.
Az eredeti SNCB 18 sorozatot az Alstom gyártotta 1973 és 1974 között.

## Története
2006 decemberében 60 darab mozdony adtak le rendelést 211 millió euró értékben, 2009 januárja és 2010 júniusa közötti szállításra. 2008 decemberében további 60 mozdony megrendelésére vonatkozó opciót hívtak le 222 millió euró értékben, 2010 júniusa és 2012 áprilisa közötti szállítással.
A mozdonyokat a Belga Vasutak SNCB 13, SNCB 21 és SNCB 27 sorozatú mozdonyainak a helyére rendelték a helyközi személyszállítási szolgáltatáshoz. Az SNCB 13 sorozatú mozdonyokat főként tehervonatokon váltották ki, míg az SNCB 21 és SNCB 27 sorozatú mozdonyoktól a lassabb személyszállító vonatokat vették át; ez lehetővé tette a Belga Vasutak elavult SNCB 23 és SNCB 26 sorozat mozdonyainak, valamint a fiatalabb, de problémás SNCB 20 sorozatú mozdonyainak kivonását. Bár az EuroSprinter mozdonycsaládhoz tartoznak, az SNCB 18 sorozat egységei új külső vezetőfülke-kialakítást használnak (hasonlóan a CP 4700 sorozathoz, amelyet a Comboios de Portugal rendelt ugyanebben az időben), amelyet később a későbbi Siemens Vectron mozdonyokon és az ÖBB Nightjet Siemens Viaggio Next Level szerelvények vezérlőkocsijain is használnak.
Az 1860-as számú mozdonyt hivatalosan 2008-ban mutatták be az InnoTrans kiállításon. 2008 decemberében az első, 1801-es számú egységet a Velim vasúti tesztpályára szállították tesztelésre.
2009. március 3-án az első egységet (1802-es pályaszámú) hivatalosan átadták az SNCB/NMBS-nek tesztelés és homologizáció céljából. A homologizációs problémák késleltették a kereskedelmi bevezetést (eredetileg a nyári menetrend szerint 2011 májusára tervezték), ennek következtében a Siemens köteles volt a maximális összegű büntetést (21,12 millió euró) kifizetni.
2011 júliusában vontatták az első kereskedelmi Intercity-járatokat, ideiglenes engedély alapján. 2011 végén a típus megkapta a Belgiumban való használatra vonatkozó homologizációs tanúsítványt.